# Eventin (schip, 2006)
De Eventin is een olietanker die in 2006 gebouwd is als Storviken en anno 2025 onder Panamese vlag vaart. Duitsland en Greenpeace rekenen het schip echter tot de Russische schaduwvloot waarmee dat land de internationale sancties tijdens de Russisch-Oekraïense oorlog omzeilt. Het schip en de eigenaar hebben de aandacht van Open Sanctions. Sinds 25 februari staat de tanker op de zwarte lijst van de EU.
Het schip kwam begin 2025 in het nieuws toen het vanaf de avond van 9 januari na een stroomstoring stuurloos ronddobberde op de Oostzee bij het Duitse eiland Rügen en er gevreesd werd voor een olieramp. Het werd door sleepboten in veiligheid gebracht en daarna vastgehouden door de autoriteiten.

## Techniek en kwalificaties
Met een lengte van 274 meter en een breedte van 48 meter bij een maximale diepgang van 16,4 meter was het schip in 2006 een Suezmax-tanker. Het draagvermogen (dwt) is 152013 ton. Het is gebouwd voor transport van ruwe olie, maar mag ook andere brandbare olieproducten vervoeren.
De hoofdmotor is een MAN B&W Diesel A/S 6S70ME die uitgerust is met een uitlaatgasturbo en 17.640 kilowatt levert. Deze drijft een verstelbare schroef aan.

## Geschiedenis
De bouwopdracht voor de romp werd in oktober 2003 gegeven aan Samsung Heavy Industries, die hem bouwde op de Koreaanse Geoje-werf. Het schip, met IMO-nummer 9308065, is in februari 2006 door de Noorse rederij Viken Shipping in het Norwegian International Ship Register (NIS) geregistreerd als Storviken. In februari 2012 kwam het onder de vlag van de Bahama's en in augustus 2022 onder Panamese vlag.
Het schip werd in het verleden beheerd en geëxploiteerd door Fractal Shipping, een van de grootste uitbaters van de Russische schaduwvloot. De Laliya Shipping Corp registreerde zich op 22 mei 2022 als eigenaar en is per januari 2025 de laatst bekende eigenaar. Laliya hernoemde het schip in augustus 2022 tot Charvi en in juni 2024 tot Eventin; in januari 2025 is dit het enige schip waarvan Laliya de formele eigenaar is. Het bedrijf staat geregistreerd in de Marshalleilanden maar zetelt in de Verenigde Arabische Emiraten (VAE).
Vanaf januari 2023 is Wanta Shipping de ISM-manager, verantwoordelijk voor veiligheid en eventuele vervuiling. Deze beheert achttien schepen, waaronder nog minstens drie die tot de schaduwvloot gerekend worden en even oud zijn als de Eventin, ver voorbij de afschrijvingstermijn van vijftien jaar die gangbaar is in westerse landen. De exploitant is Vaigai Lines, sinds 22 februari 2024, toen het Verenigd Koninkrijk sancties in tegen Fractal Shipping.

## Incident in de Oostzee, januari 2025
De Eventin was op 6 januari 2025 in de Russische oliehaven Oest-Loega aan de Finse Golf, bij Sint-Petersburg, aangekomen om 99.000 ton ruwe olie ter waarde van vijftig miljoen dollar in te nemen. Korte tijd later vertrok de tanker met 24 bemanningsleden naar het Egyptische Port Said aan de Middellandse Zee, bij de monding van het Suezkanaal. Daar had het op 24 januari moeten aankomen, maar op 9 januari 2025 om 22 uur 45 kwam de tanker op de Oostzee in moeilijkheden.
De oorzaak was een totale stroomuitval (blackout), waardoor de motor niet gestart kon worden en de verlichting niet meer werkte. Het schip zond zijn laatste AIS-signaal uit op 10 januari om 5 uur. Vrijwel zonder vaart was het stuurloos en dreef het met een diepgang van 12 tot 13 meter nog geen twintig kilometer ten noorden van het Duitse eiland Rügen, aan het begin van de Kadetrinne. Deze zeestraat vormt de doorvaart tussen Mecklenburg-Voor-Pommeren en het Deense eiland Falster langs de Mecklenburgerbocht. Dit vaarwater geldt als lastig en gevaarlijk en is op sommige plaatsen slechts een kilometer breed, zie de kaart onderaan. Per dag passeren er tot tweehonderd schepen.
Het schip had 24 bemanningsleden en 99.000 ton ruwe olie aan boord. Er was echter geen lekkage en het Havariekommando (letterlijk: averij-commando), een samenwerkingsorgaan van Oostzeestaten, stuurde een sleepboot als noodhulp om de Eventin op zijn plaats te houden, vergezeld van een oliebestrijdingsvaartuig met sleepcapaciteit. Ook werden er surveillancevluchten uitgevoerd om olielekkage op te sporen. Vanwege golfhoogten van 2½ meter en verwachte storm, windkracht 9 in de avond, vreesden deskundigen voor een stranding en een olieramp. Dezelfde dag werden er nog twee slepers gestuurd en werden er vier sleep-experts per helikopter afgezet op het schip om gegevens te verzamelen voor een sleepplan. Met het oog op de toenemende noordelijke wind zou het schip naar een veiligere plaats bij de Rügense Kaap Arkona gebracht worden, maar vanwege veranderend weer werd een locatie gekozen voor de oostkust van Rügen bij Sassnitz. Uiteindelijk bleef het bij windkracht 7, maar door golfhoogten tot 4 meter ging het slepen langzaam. De drie slepers brachten de tanker in veiligheid op vijf kilometer van Rügen, met de bemanning aan boord. Daar worden vanaf de vroege ochtend van 12 januari verdere beslissingen afgewacht. Op de rede is de tanker enigszins beschermd tegen de noordenwind.
Op 12 januari om 20 uur beschouwde het Havariekommando de situatie als veilig en stabiel en werd de afhandeling overgedragen aan de verkeersleiding, het Wasserstraßen- und Schifffahrtsamt Ostsee. Omdat de ankers niet neergelaten konden worden, werd de tanker met sleepboten op zijn plaats gehouden terwijl de eigenaar zeeslepers regelde om hem weg te halen. De boordstroom en watervoorziening werkten nog altijd niet en de bemanning bleef aan boord. Hun gezondheid is onderzocht en er zijn benodigdheden zoals noodstroomaggregaten aan boord gebracht.
De bemanning kreeg de systemen aanvankelijk niet werkend. Schepen met Russische olie mogen vanwege de internationale sancties niet in Europese havens komen, maar met speciale toestemming van Denemarken kon de Eventin naar het noord-Deense Skagen gesleept worden voor herstel. In Duitsland zijn geen havens die de nodige diensten kunnen leveren voor dergelijke olietankers, eventueel wegens bestuurlijke obstakels. Het schip had op maandag 13 januari al versleept kunnen worden, maar de Duitse autoriteiten wilden zich nog beraden en inspecties uitvoeren. Op 15 januari werd de stroomvoorziening hersteld en kon de motor gestart worden. Het schip wilde vertrekken, maar de autoriteiten waren niet overtuigd van de zeewaardigheid. Bovendien controleerde de douane de lading: Russische olie kan vanwege de sancties door Duitsland in beslag genomen worden. Het vasthouden van een tanker vanwege de sancties zou nieuw zijn voor de Europese Unie. Eind januari was er geen aanklacht voor strafbare feiten, maar liep het onderzoek naar de technische staat nog. Medio mei lag de Eventin nog altijd voor Sassnitz. Begin augustus ligt hij iets zuidelijker.

### Reacties
Naar aanleiding van het incident karakteriseerde de Duitse minister Annalena Baerbock de Russische vloot van aftandse schaduwtankers als een gevaar voor de Oostzeekusten. Ze noemde de Russische inzet van vervallen olietankers kwaadaardig en een gevaar voor de Europese veiligheid, in een adem met de oorlog tegen Oekraïne, sabotage en desinformatie. De Litouwse minister van buitenlandse zaken Kestutis Budrys riep op tot beslissende maatregelen tegen de Russische schaduwvloot. Hij eiste een vastberaden houding en wilde de Russische olie-export via de Oostzee verhinderen. Ook zag hij in de schaduwvloot een instrument voor hybride oorlogsvoering en een bedreiging voor het milieu.
Baerbock had zich al in eerdere jaren scherp uitgelaten over Rusland en gepleit voor steun aan Oekraïne. Poetin verweet haar toen een vijandige houding die Rusland en Duitsland schade toebracht.
De toerismesector van de Duitse deelstaat Mecklenburg-Voor-Pommeren pleitte voor preventieve veiligheid. Oproepen voor een loodsplicht in de Kadetrinne, die al jarenlang klonken, kregen opnieuw aandacht.

## Externe link

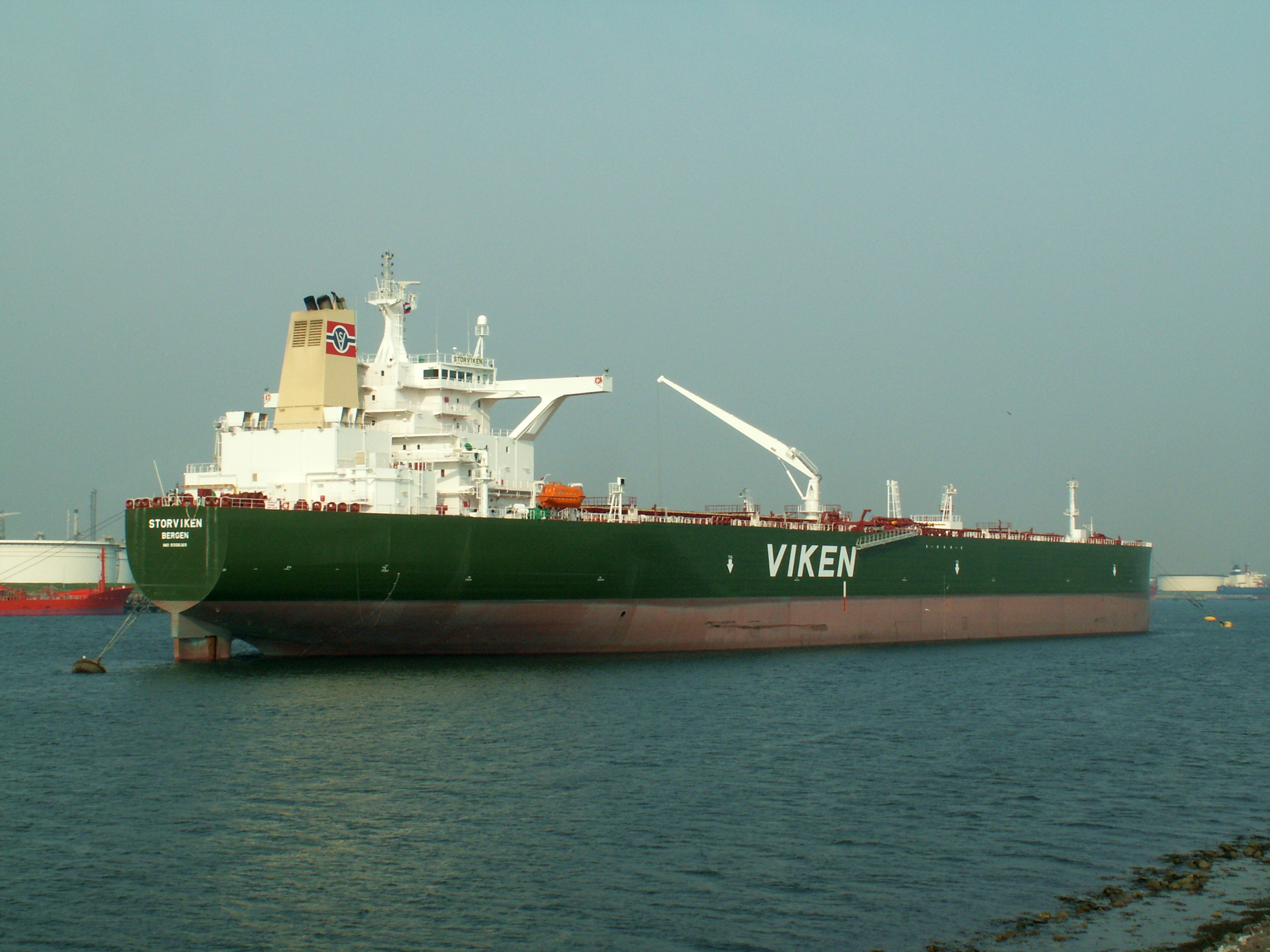
Als Storviken in het Rotterdamse Calandkanaal, 2006